# Susza (przystanek kolejowy)
Susza (biał. Суша, ros. Суша) – przystanek kolejowy w pobliżu miejscowości Susza, w rejonie kliczewskim, w obwodzie mohylewskim, na Białorusi. Położony jest na linii Osipowicze – Mohylew.